# Silla (Corée)
Pour les articles homonymes, voir Silla.
57 av. J.-C. – 935
Entités précédentes :
- Jinhan
- Goguryeo
- Baekje
- Gaya

Entités suivantes :
- Goryeo

Le royaume de Silla (hangeul : 신라 ; hanja : 新羅 ; RR : Silla, /ɕil.la/) est un des royaumes historiques de Corée, qui apparait au cours de la période dite des Trois Royaumes de Corée (57 AEC - 668 EC) à côté des royaumes de Goguryeo (Koguryo) et Baekje. Ce royaume trouve son origine dans la confédération de Jinhan, l'une des trois confédérations des Samhan (300 AEC - 300 EC).
Créé en 57 AEC dans le sud de la péninsule, il dura jusqu'en 935, après avoir unifié la péninsule coréenne sous son autorité. Ce dernier temps est souvent nommé « période Silla unifiée » en raison du fait qu'elle voit la péninsule coréenne se trouver en grande partie unifiée au sein du royaume de Silla.
Le royaume se délite au Xe siècle avec l'émergence de la dynastie Goryeo au cours d'une période de grande impuissance du pouvoir central face aux régions.

## Question de découpage chronologique
Les historiens anglophones et coréens prennent en un unique ensemble les différents moments du royaume de Silla, y compris l'État de Saro. Ils retiennent un Silla initial (Early period) 57 AEC-654 de EC, un Silla moyen (Middle period) 654-780 et un Silla final, (Late period) 780-935.

## Du mini-État de Saro (57 AEC-503 EC) au royaume de Silla (503- dernier tiers duVIIesiècle)

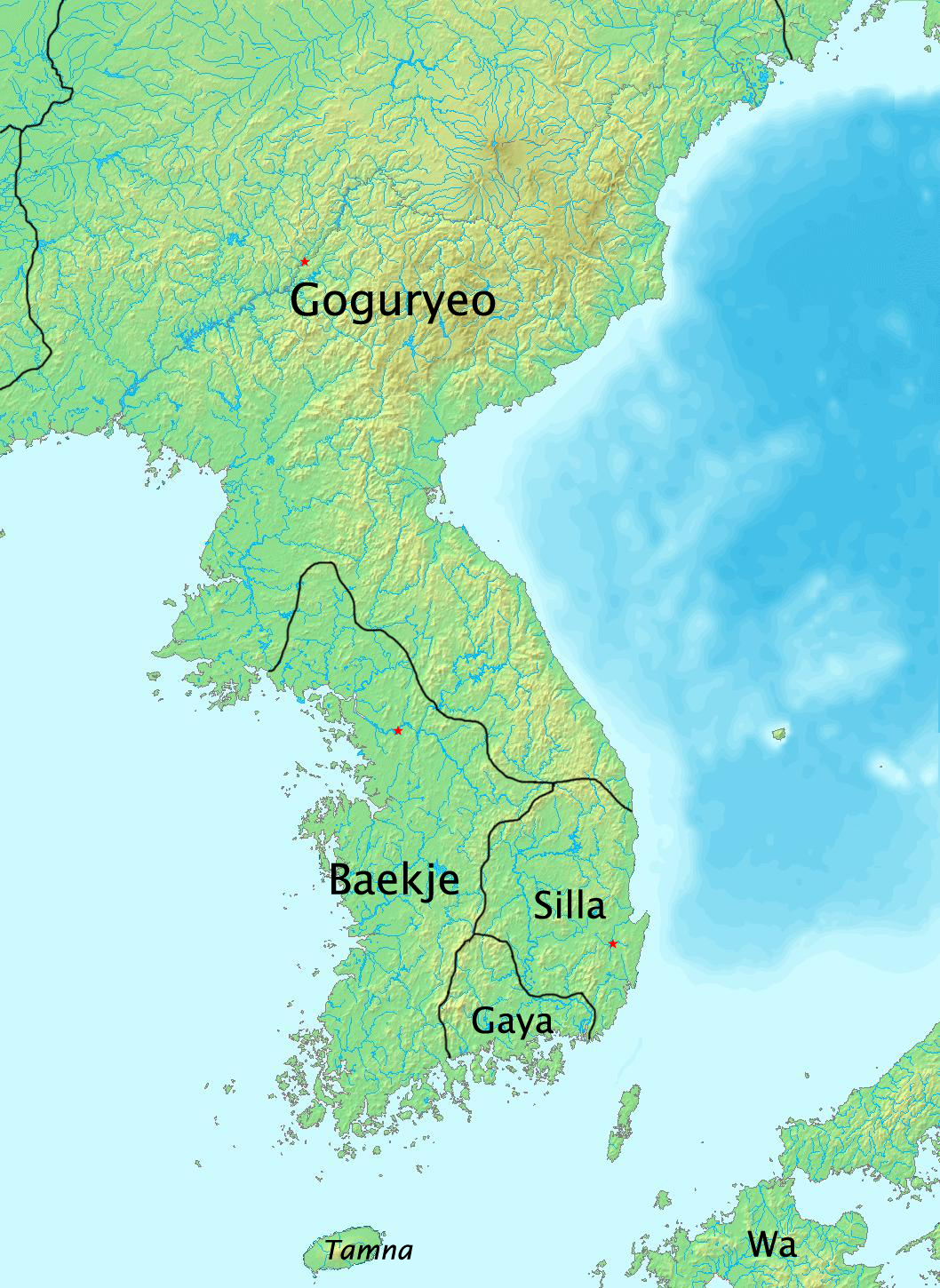
Le royaume de Silla au sein des Trois Royaumes de Corée en 375

### Histoire et société

#### Fondation
Le royaume de Silla trouve ses racines dans la confédération de Jinhan, au sein de trois confédérations, les Samhan (Trois han), à côté de Mahan et Byeonhan. Les Samhan – à la fin de l'Âge du bronze et au début de l'Âge du fer – sont généralement considérés comme trois confédérations de 70 mini-États [en anglais : statelets] ; chaque mini-État étant composé de villes fortifiées regroupées autour d'une « capitale ». Le Samguk sagi – rédigé en 1145 et qui, pour cette époque, correspond à une compilation de légendes voire de mythes / traditions orales – évoque rétrospectivement cet événement fondateur, situé en 57 avant l'ère commune : une assemblée de six villages (ou cités fortifiées) au sein de la confédération de Jinhan et qui étaient situés dans la région de l'actuelle Gyeongju, a désigné un certain Hyeokgeose comme roi ; le royaume est alors nommé Saro,. Le roi est installé dans la ville la plus importante, la « capitale », l'actuelle Gyeongju. Le royaume est appelé Saro (Seoyaebeol, Seorabeol ou Seobeol) d'où dérive le nom de l'actuelle capitale Séoul. Ce royaume ne couvre donc pas l'ensemble de la confédération de Jinhan, il en fait partie.
Le texte précise que les habitants de ces six villages étaient des migrants venus de l'ancien Gojoseon, après sa disparition.
En s'appuyant sur ce texte du Samguk sagi on considère généralement que le fondateur de Silla – avant que ce royaume ne prenne ce nom – serait ce premier roi en 57 avant notre ère, Park Hyeokgeose, du clan Park. Il s'agit, dès lors et jusqu'au IVe siècle, du royaume de Saro qui ne prend le nom de Silla qu'en 503. Avec la naissance de ce premier royaume on peut donc faire commencer la période des Trois Royaumes : en 57 AEC. Mais au IVe siècle le pouvoir passe avec le roi Naemul (356-402) dans les mains d'un autre clan, le clan Kim, dont les souverains successifs forgent une nouvelle image du royaume de Saro, combatif, qui ne cesse de s'étendre. Le IIIe siècle peut donc convenir comme période charnière, mais surtout parce qu'alors le royaume de Baekje prend possession de toute l'ancienne confédération de Mahan. Koguryo, Baekje et Silla vont alors s'affronter : on aurait là le véritable début de la période des Trois Royaumes, au IIIe siècle, une période où s'affrontent les trois royaumes jusqu'à l'unification de la péninsule par Silla.

#### PériodeMaripgan
Situé dans l'est du pays, et isolé des influences chinoises, il est plus lent que les autres royaumes à adopter des modèles de gouvernance chinois. Ce n'est qu'au milieu du IVe siècle qu'il parvient à s'imposer dans sa région d'origine et que le roi Naemul impose sa lignée pour diriger le royaume à partir de 356. Silla est réduit au rang de protectorat du Koguryŏ au début du Ve siècle, il s'en extrait à la fin du même siècle en contractant une alliance avec Baekje.
Le roi Naemul (356-402) est ainsi le premier roi du clan Kim, lequel clan monopolise ensuite le pouvoir royal jusqu'au début du Xe siècle. Le souverain prend avec Naemul le titre de Maripgan. La fin de son règne est troublée par les invasions à répétition de Wa (Japon) et des tribus Mohe, un peuple toungouse de l'ancienne Mandchourie. La première attaque massive de Wa commence en 364. Elle est repoussée mais avec de lourdes pertes. Avec la promulgation les premières lois et décrets de l'État par Naemul et avec l'annexion de la moitié orientale de la confédération de Gaya sous le règne du roi Pŏphŭng (514-540), Silla émerge comme un royaume à part entière.
La période Maripgan correspond aux six rois successifs de 356 à 514. Ce titre assurant le commandement principal s'appliquait au territoire de Saro et aux états voisins, après l'unification des cités états avec un seul souverain à leur tête au milieu du IVe siècle. Le roi n'établit pleinement son pouvoir qu'à la période suivante, période de Junggogi (514-654), avec un système de gouvernement centralisé. Il utilise alors le titre royal chinois de wang. Il semble que c'est avec son règne que s'établit l'usage des caractères chinois. À ce moment le royaume de Saro recouvre approximativement les territoires de l'ancien Jinhan.
Une longue période de guerres s'ensuit (300 ans)entre les trois royaumes. Silla absorbera les cités états de la confédération de Gaya, au centre-sud, les unes après les autres, car cette « confédération » n'a jamais vraiment existé, chaque cité faisant jouer des alliances inconstantes. Le roi Jinheug (540-576) de Silla avait constitué une force militaire importante. Ce roi Jinheug et Baekje (sud-ouest de la péninsule) s'allient au Ve siècle contre Koguryŏ, au Nord. Puis, malgré l'alliance passée avec Baekje, Jinheug trahit son allié au cours d'une offensive commune, fait prisonnier le roi et le fait exécuter. Il s'empare en 551 du cœur économique de Baekje, le bassin du fleuve Han. La conquête s'achève entre 562 et 567.

### L'art du royaume de Silla

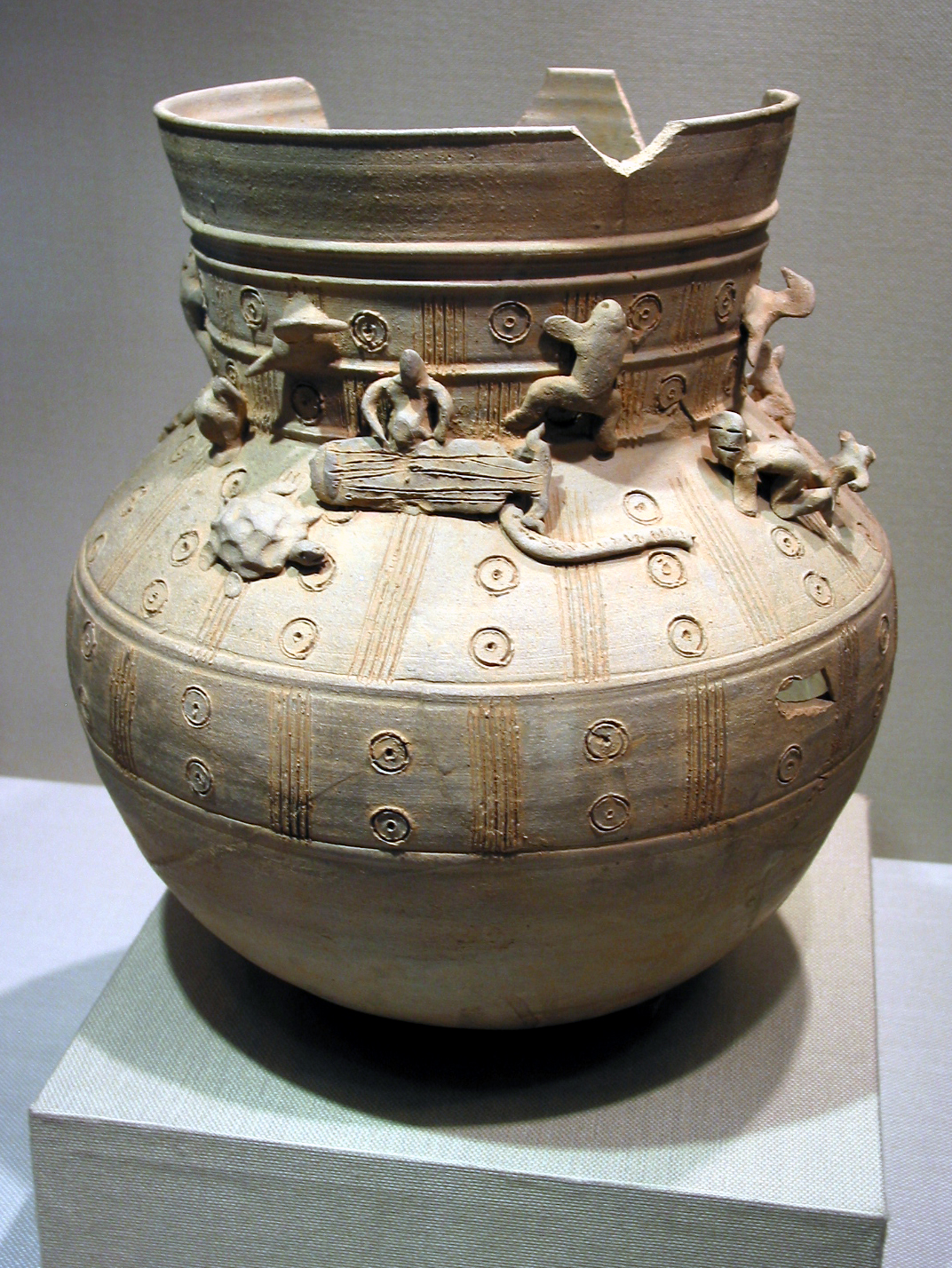
Jarre aux figurines humaines (musicien...) et animales. Ve siècle (Saro). Grès, H. 34 cm. Musée national, Gyeongju
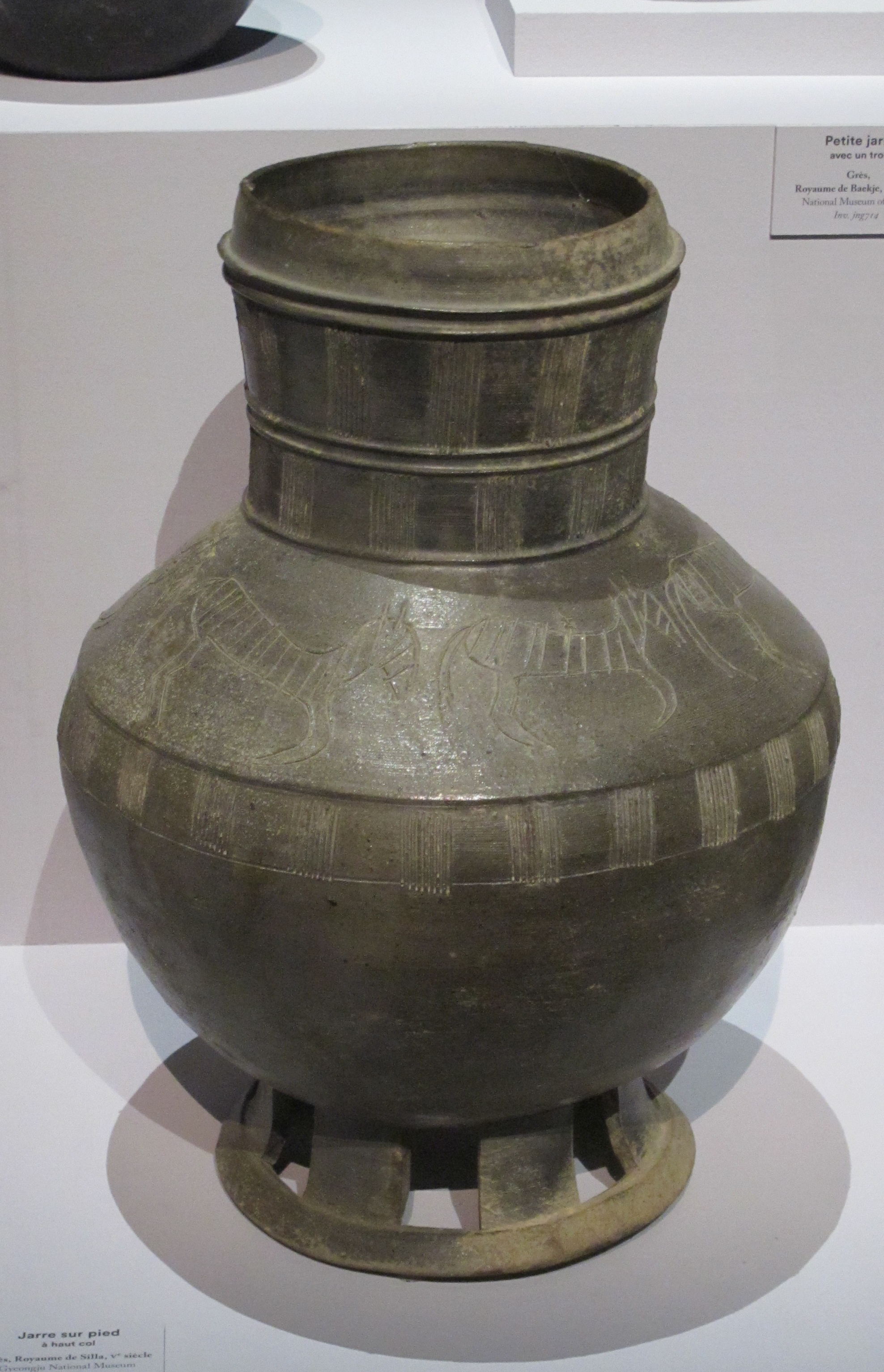
Jarre à long col, décor incisé (équidés). Grès à glaçure de cendre, H. 42 cm. Ve siècle. Musée national de Gyeongju
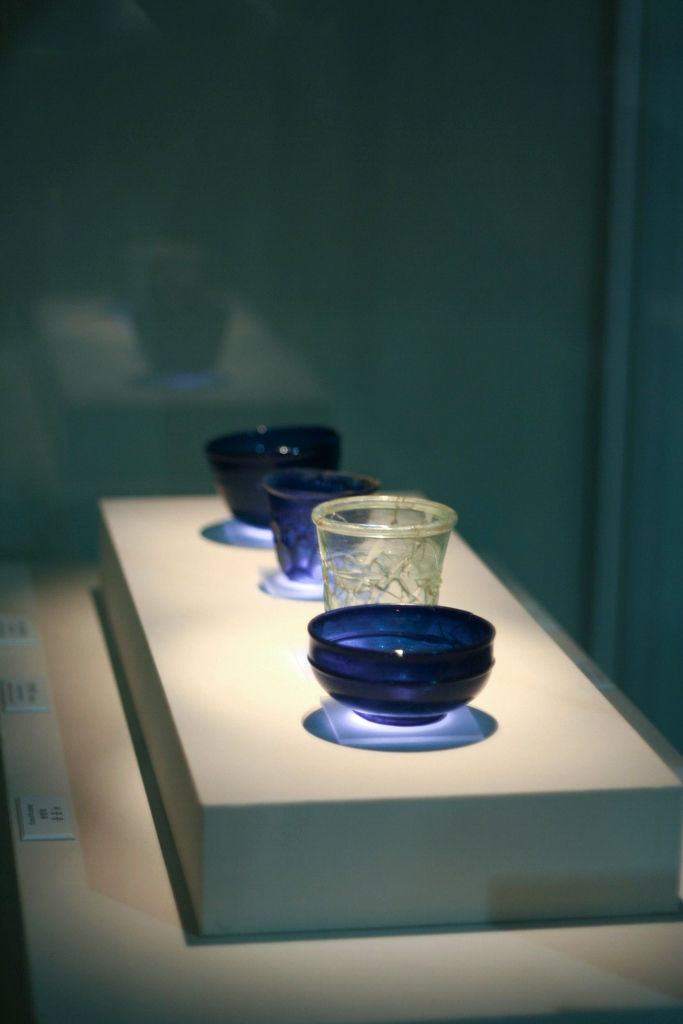
Verre d'origine romaine (centre, 4e-5e s.), chinoise ou coréenne (1er plan, 5e s.) et Silla (ar. plan, 5e s.)
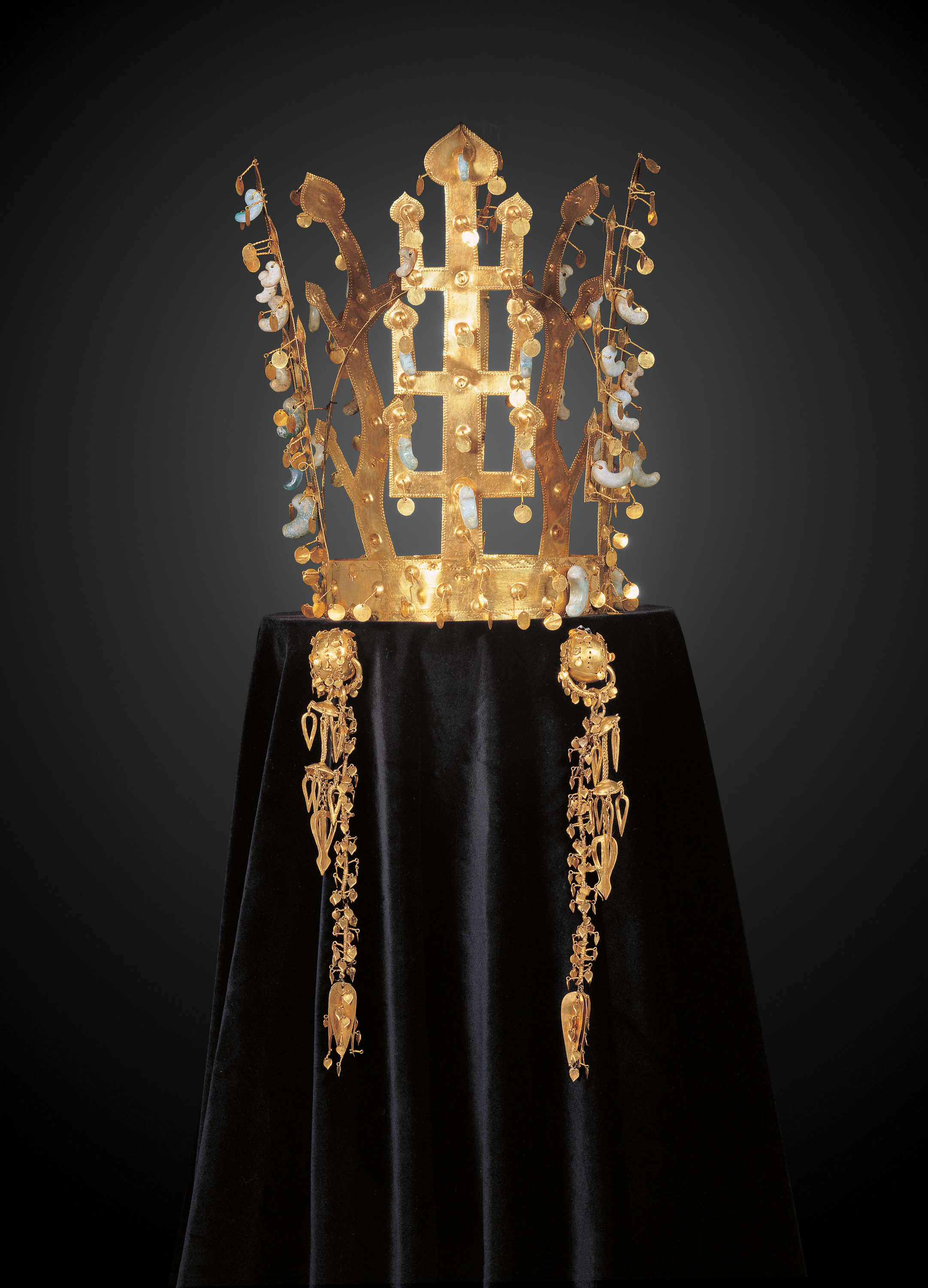
Couronne royale de Silla, seconde moitié du Ve siècle. Or et jade, tumulus de Seobongchong fouillé en 1926. Musée national de Corée, Séoul[16].
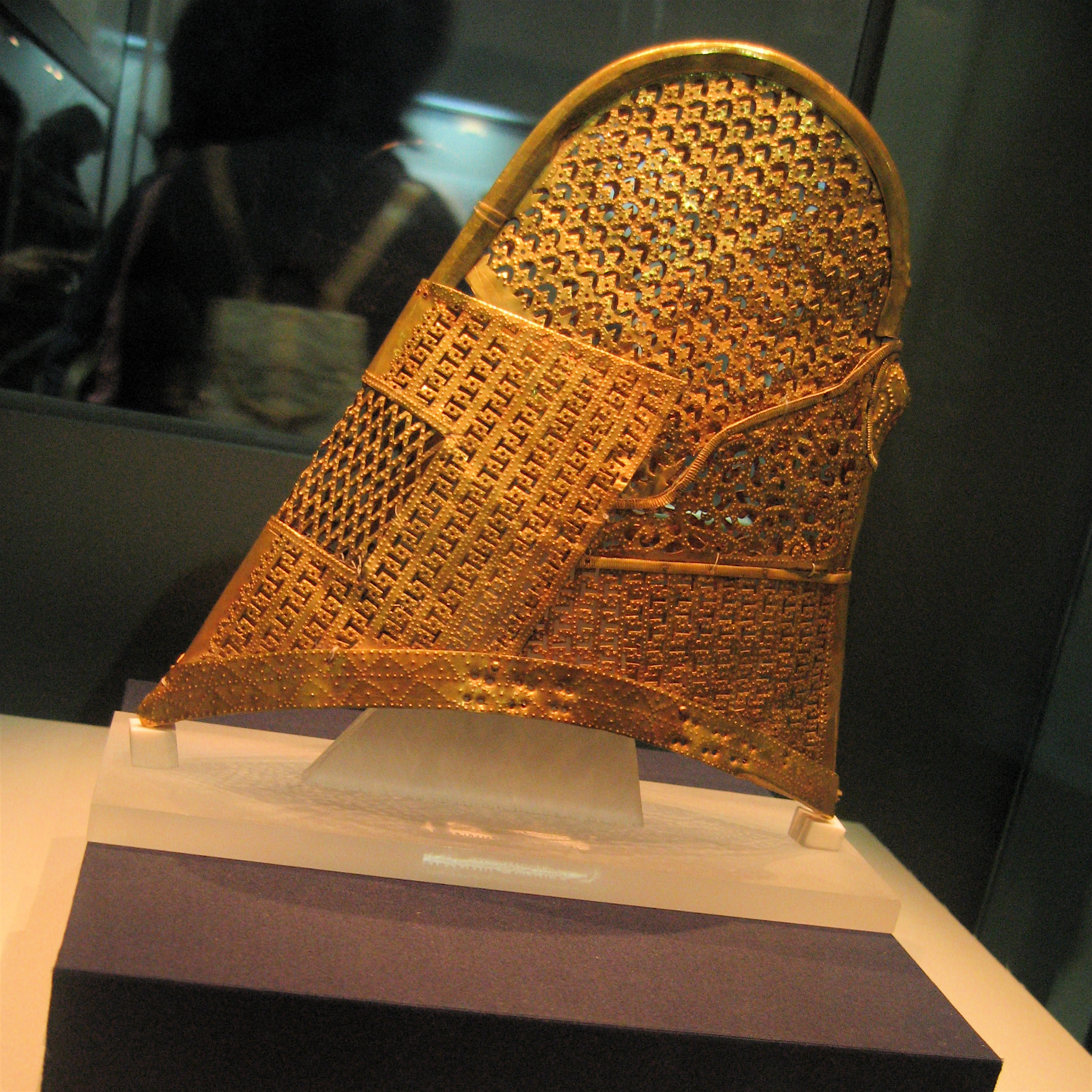
Mogwan, Couronne conique sans ses branches, or. Musée national de Gyeongju
Ve – VIe siècle[17]
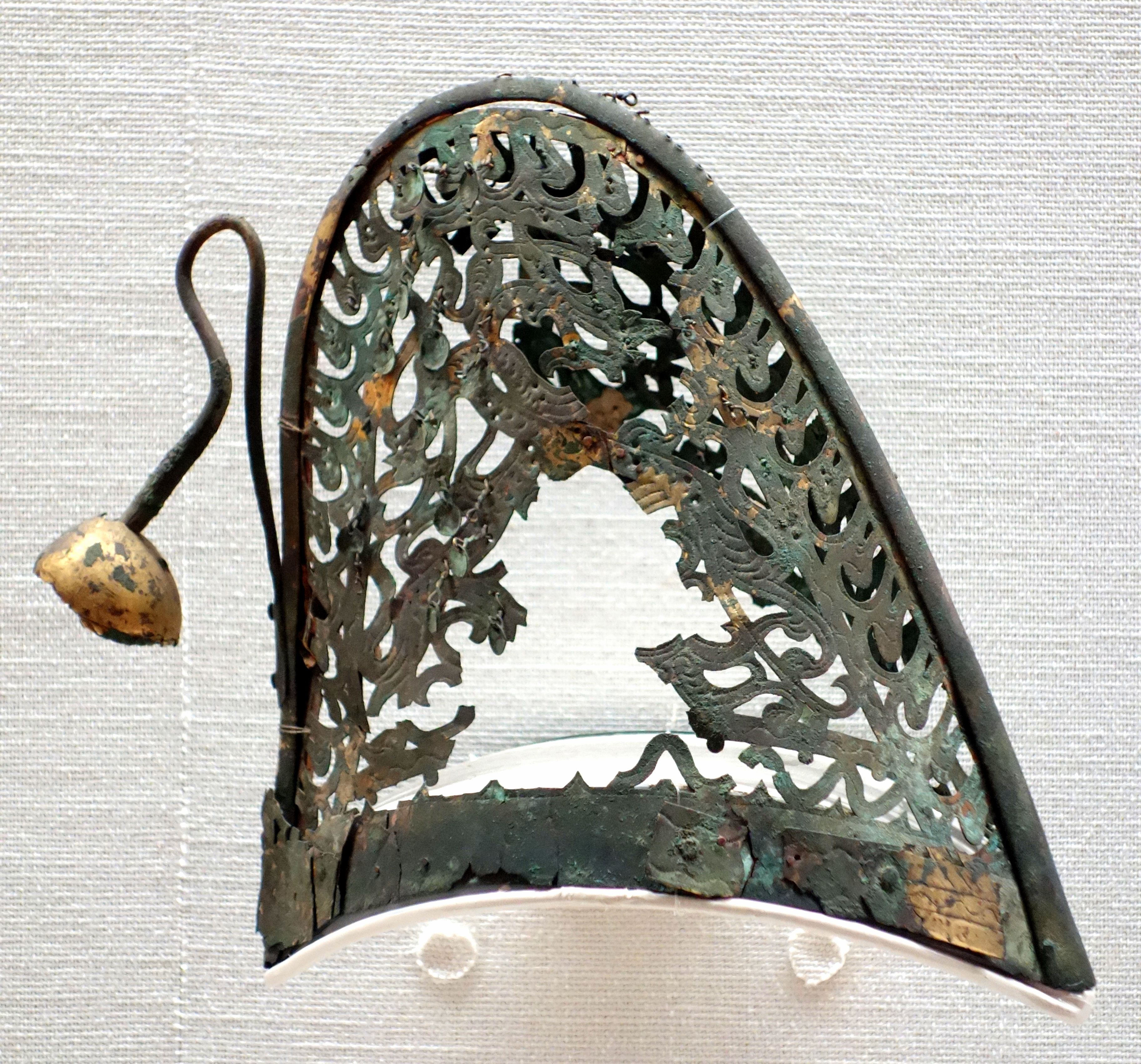
Couronne de bronze doré. Tumulus Eta Funayama. Période Kofun, Ve – VIe siècle. Musée national de Tokyo
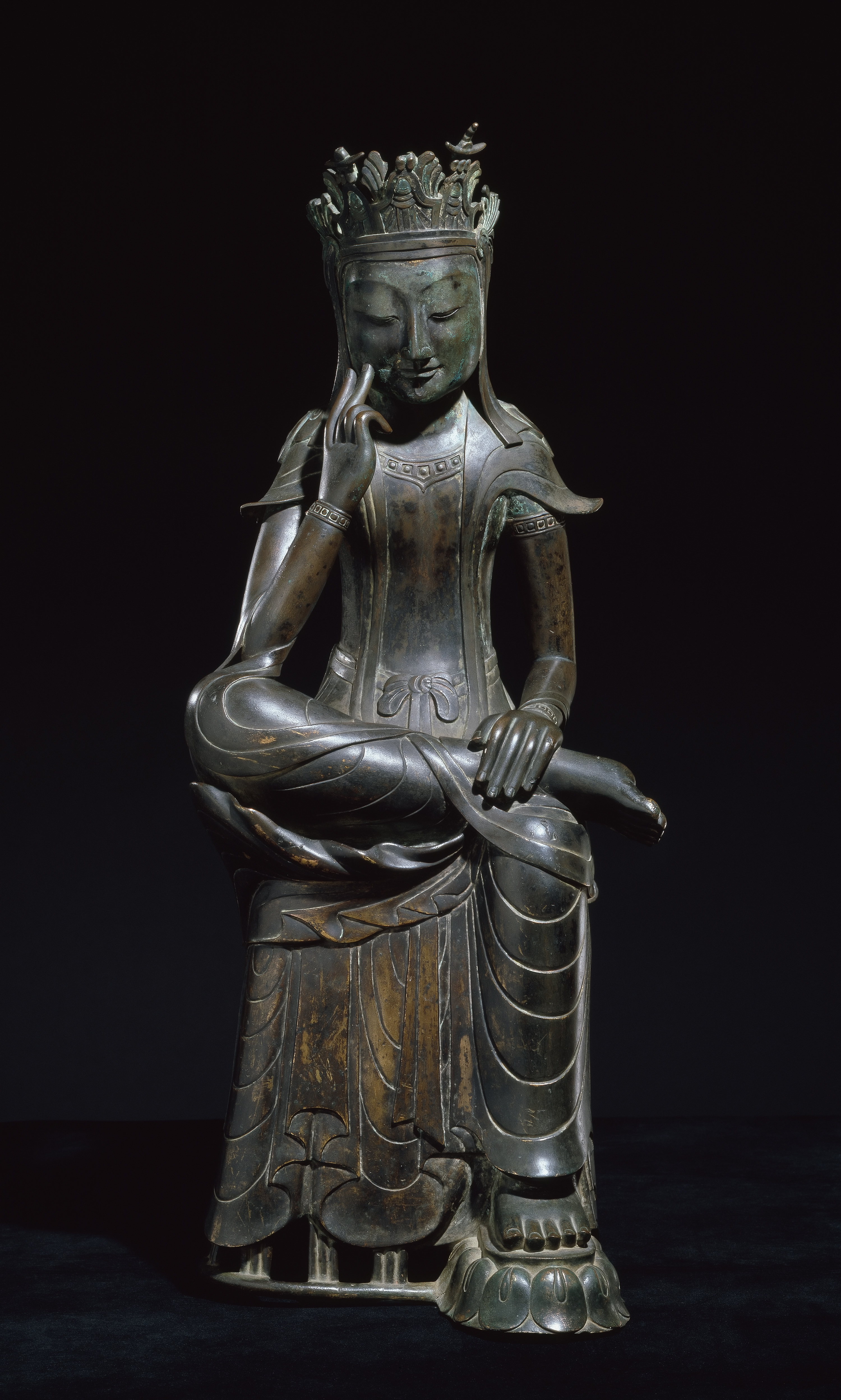
Statue en bronze doré de Maitreya méditant. Bodhisattva Maitreya assis, une jambe repliée. Trois Royaumes (Silla ?), fin VIe. Bronze doré, H. 83,2 cm. Musée national de Corée
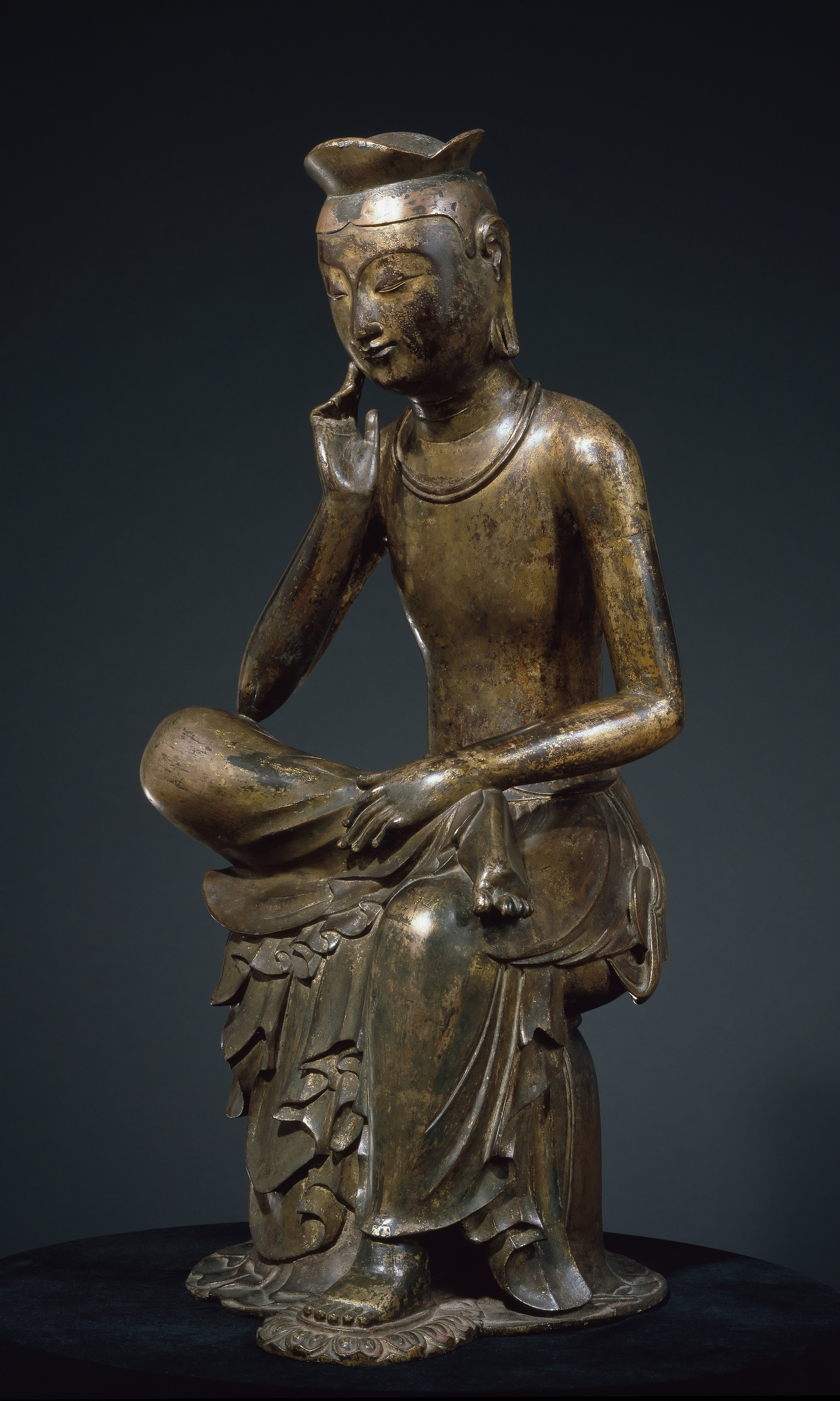
Maitreya en méditation. Bronze doré. 93,5 cm. Corée[19], fin VIe-début VIIe, probablement Silla en cours d'unification. Musée national de Corée
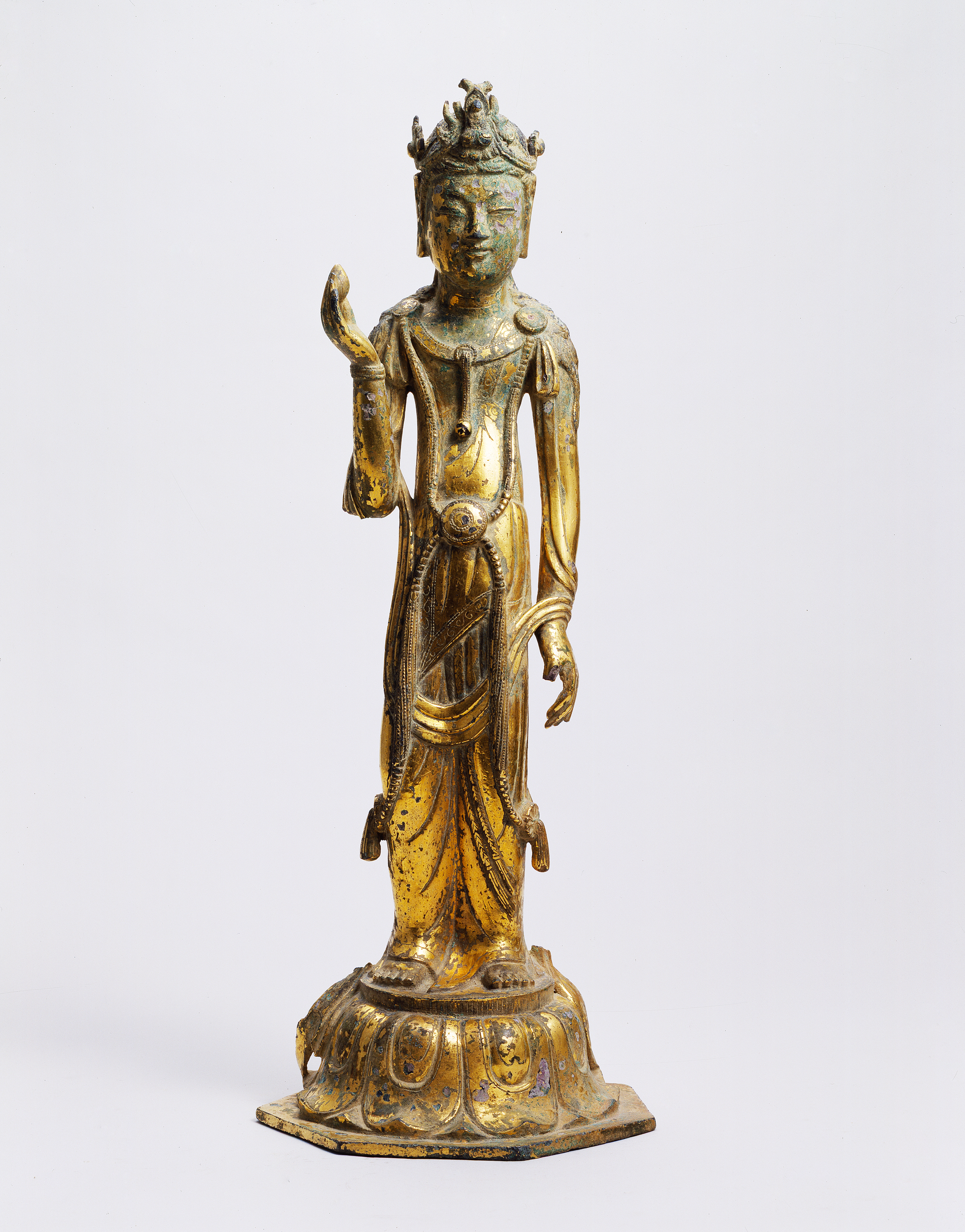
Le Bodhisattva Avalokiteshvara. Bronze doré, H. 32 cm. Première moitié du VIIe siècle. Musée national de Corée
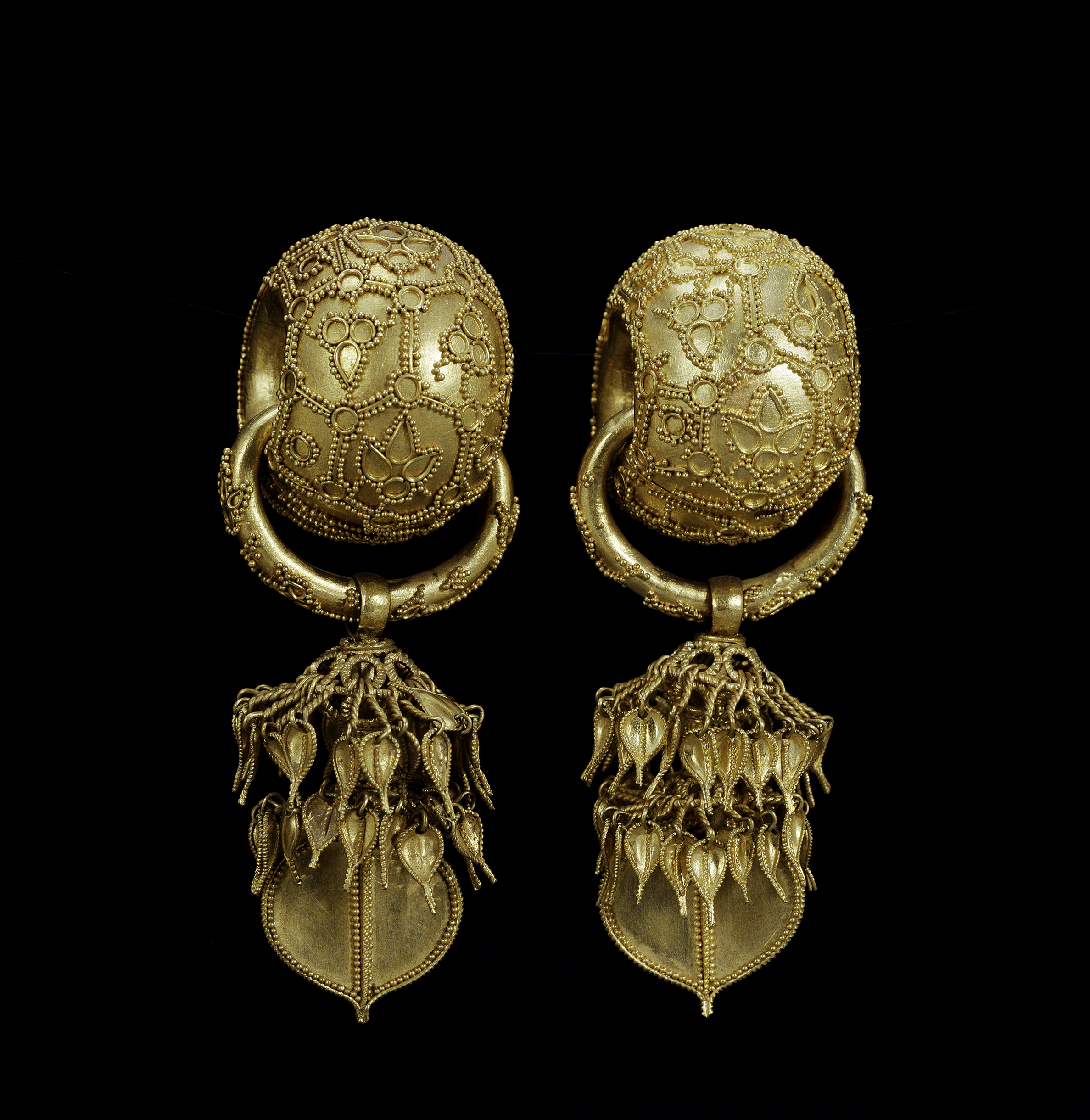
Paire de boucles d'oreilles en or trouvées dans la tombe Pubuchong, or, VIe siècle, longueur 8,7 cm, Musée national de Corée

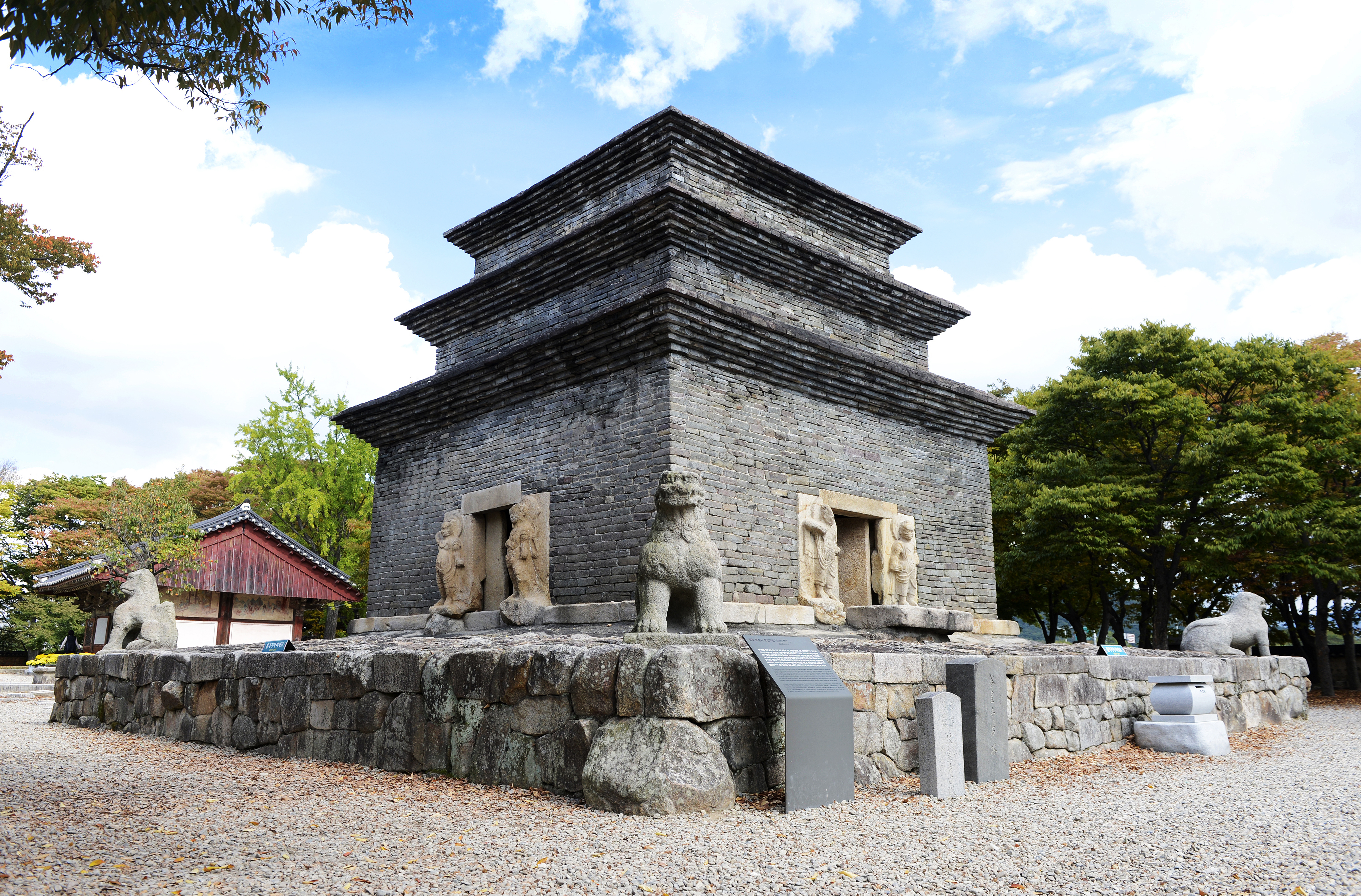
Pagode de Bunhwangsa, Gyeongju. Début VIIe siècle. Elle devait compter 9 étages, selon les textes[21].
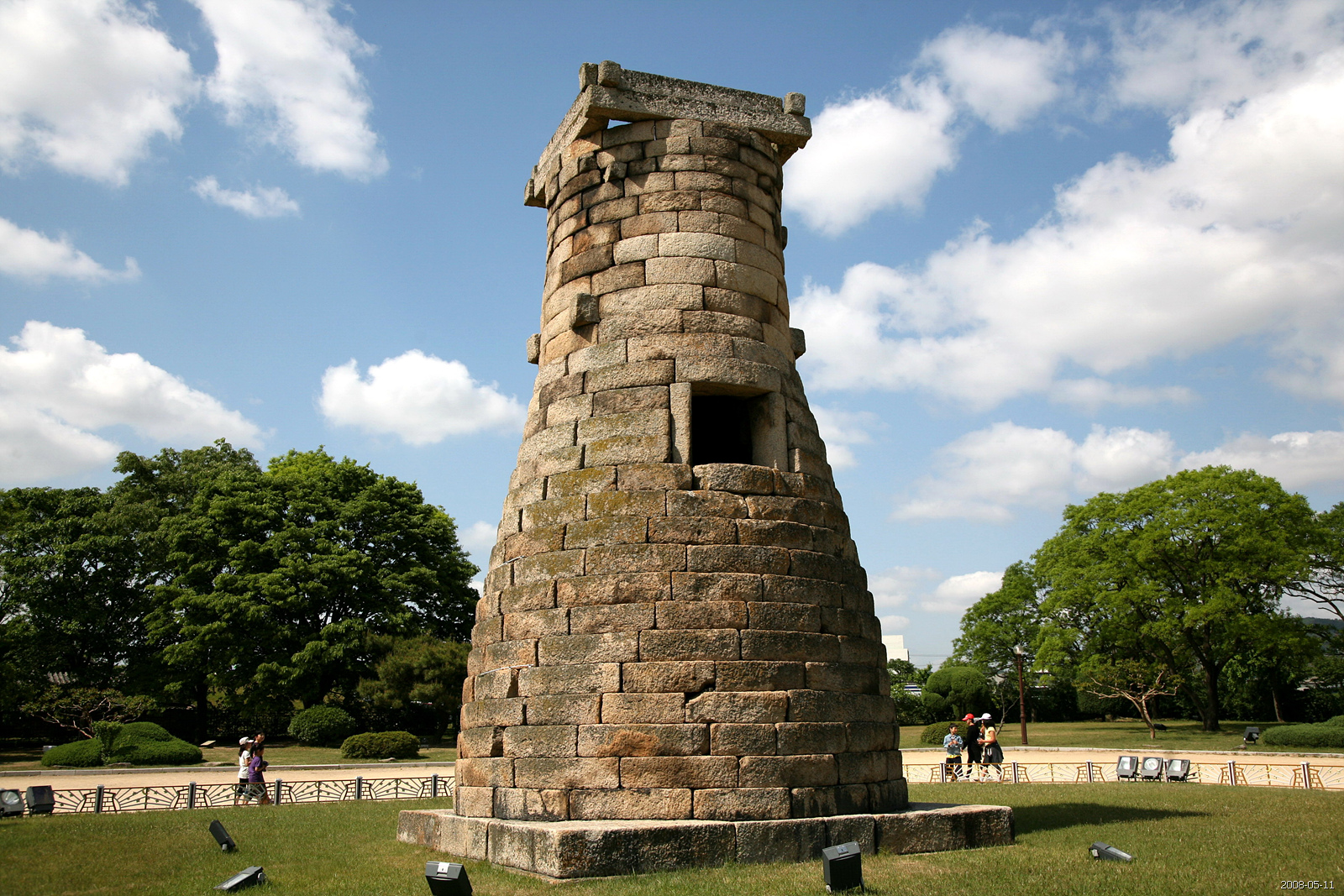
Cheomseongdae: observatoire astronomique (entre 632 et 647). H. 9,40 m. Gyeongju

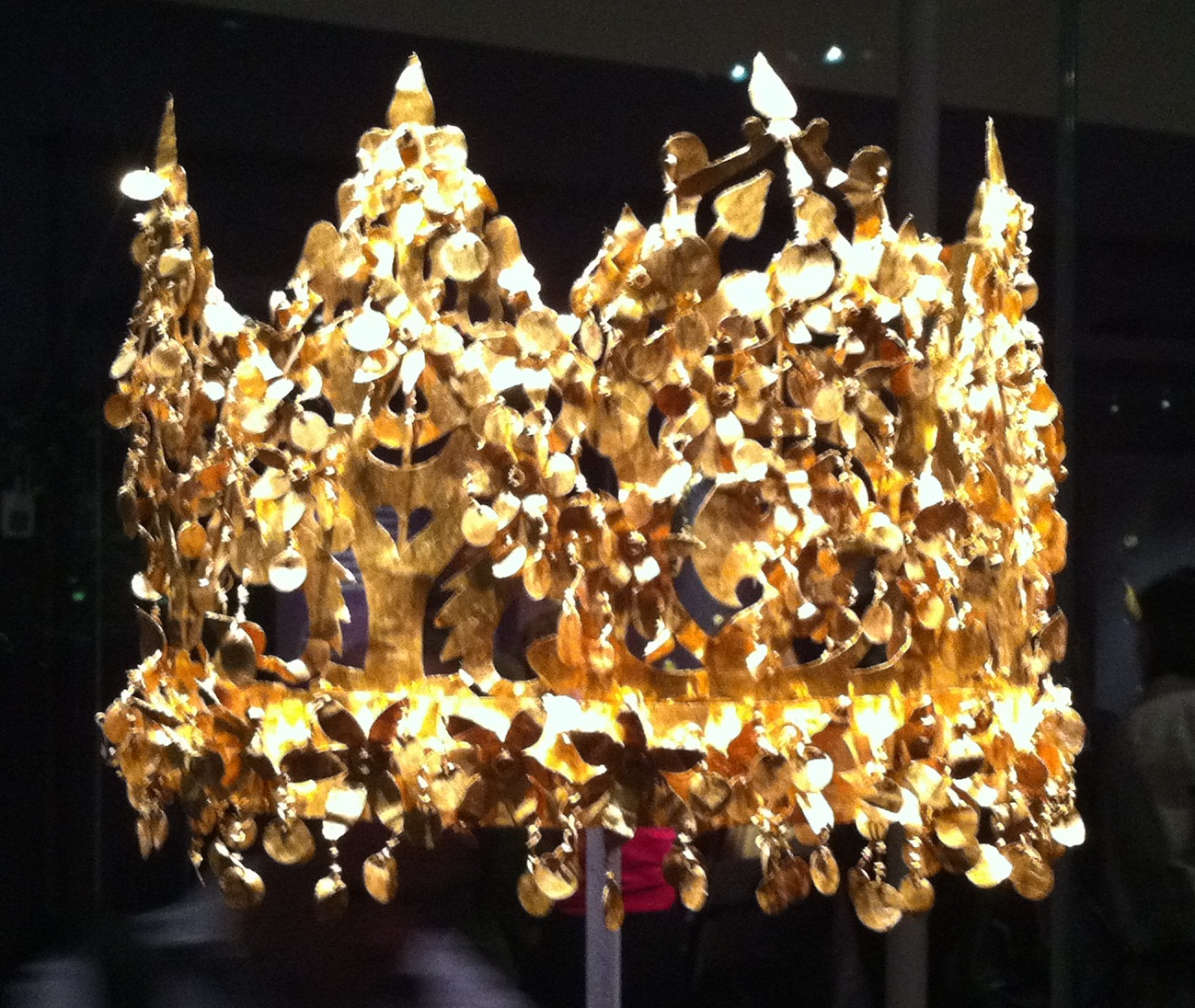
Couronne découverte dans la tombe no 6. Tillia tepe (tombe 6), Afghanistan, seconde moitié du Ier siècle. Or et pseudo-turquoises

Les célèbres couronnes d'or des rois de Silla ont été comparées avec des couronnes semblables sur la côte nord-est de la mer Noire (à Novotcherkassk) dans une tombe royale Sarmate du IIe – Ier siècle avant notre ère. Elles possèdent, toutes deux, des structures élevées en forme d'« arbres », et à leurs branches sont suspendus des petits disques d'or qui jouent dans la lumière. Les couronnes de Silla possèdent aussi des pendentifs de type magatama d'importation, provenant du nord de Honshu à l'époque Kofun. Une autre comparaison a été faite avec une couronne de l'ancienne Bactriane, datant du royaume gréco-bactrien au Ier siècle avant notre ère, à Tillia tepe (tombe 6), et plus proche avec leurs branches et leurs « feuilles » des anciennes couronnes de Silla (début du Ve siècle). Ces comparaisons sont des indices de relations entre les élites de Silla et celles des populations nomades, dans le prolongement de relations bien plus anciennes, à l'âge du bronze et au cours de la période de la céramique Mumun, où l'on avait déjà, avec les dolmens et les miroirs de bronze, des indices de ces relations.
L'étonnant observatoire astronomique de Cheomseongdae (ou ce qu'il en reste), près de la capitale, Gyeongju, est construit avec 362 pierres, pour les 362 jours de l'année lunaire. Le style de construction est similaire à celui du temple bouddhiste de Bunhwangsa. La fenêtre, encore en place, est orientée en fonction des équinoxes de printemps et d'automne. La structure, au sommet de l'édifice, aurait pu recevoir une construction – probablement un pavillon de bois – permettant des observations précises, peut-être une sphère armillaire.

## Silla unifié (du dernier tiers du)

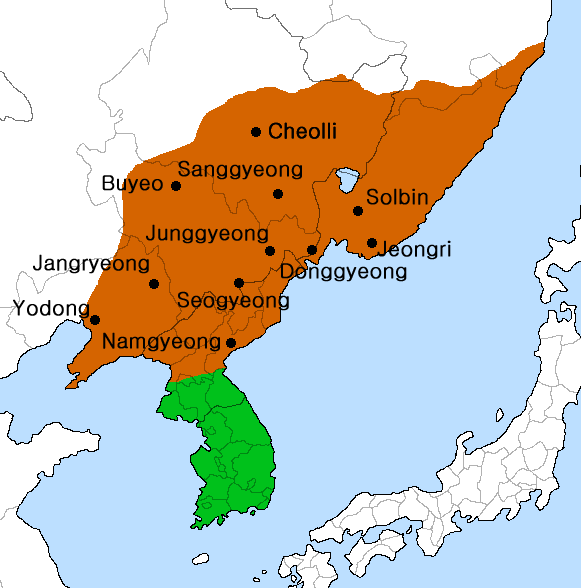
Silla Unifié (en vert) et Balhae (en brun) au VIIIe siècle.

## Silla unifié (du dernier tiers duVIIeauXesiècle)

### Histoire
Unification. Après avoir reculé au cours du premier tiers du VIIe siècle sur le fleuve Naktong, Silla s'allie à la Chine des Tang. Celle-ci fournit une importante flotte et en 660 le roi Muyeol (654-661) conquiert tout le royaume de Baekje (bataille de Hakusukinoe en 663). En 668 c'est Munmu qui soumet le royaume de Koguryŏ avec le général Kim Yu-shin. Pyongyang est mise à sac à cette occasion. Cette date est parfois retenue comme initiale à Silla Unifié. Ensuite Silla lutte plus d'une décennie pour finalement expulser les Chinois en 676.
Après l'unification de la péninsule en 668-676, par Munmu, trentième roi de Silla, le royaume connait un siècle de prospérité. L'alliance avec la Chine des Tang permet en effet à Silla de prospérer dans la paix. La péninsule est donc unifiée en un seul royaume, Silla, pendant la période qui s'étend du dernier tiers du VIIe au Xe siècle. Après des luttes pour le contrôle des territoires du Nord qui vont durer jusqu'en 735, le milieu du VIIIe siècle est le début d'une période d'instabilité : les aristocrates se déchirent entre eux, voulant rétablir les anciens royaumes de Baekje et Koguryŏ. Après avoir été envahi par les Khitans en 926, ce royaume finit par tomber sous les coups de Taejo Wang Geon (Wang Kǒn, 왕건) de Goryeo en 935 : fin de la dynastie régnante à Kyŏngju (le dernier roi étant Gyeongsun), peu après la création de Goryeo (en 918).
Cette période d'instabilité, voire d'anarchie, qui va de 892, selon les uns, ou de 918, selon les autres, à 936 avec l'émergence de la dynastie de Goryeo (Koryŏ), est nommée Trois Royaumes tardifs.

### L'art de Silla unifié
C'est l'un des très grands moments de l'histoire de la culture coréenne. L'État soutint le bouddhisme coréen qui devint florissant, voire envahissant, au point que le roi Aejang, en 806, dut interdire la construction de nouveaux monastères. De nombreux temples furent construits, dont les plus fameux sont ceux de Hwangnyongsa (dont il ne reste quasiment plus rien), ainsi que Bulguksa et Sokkuram, soigneusement restaurés et mis en valeur.

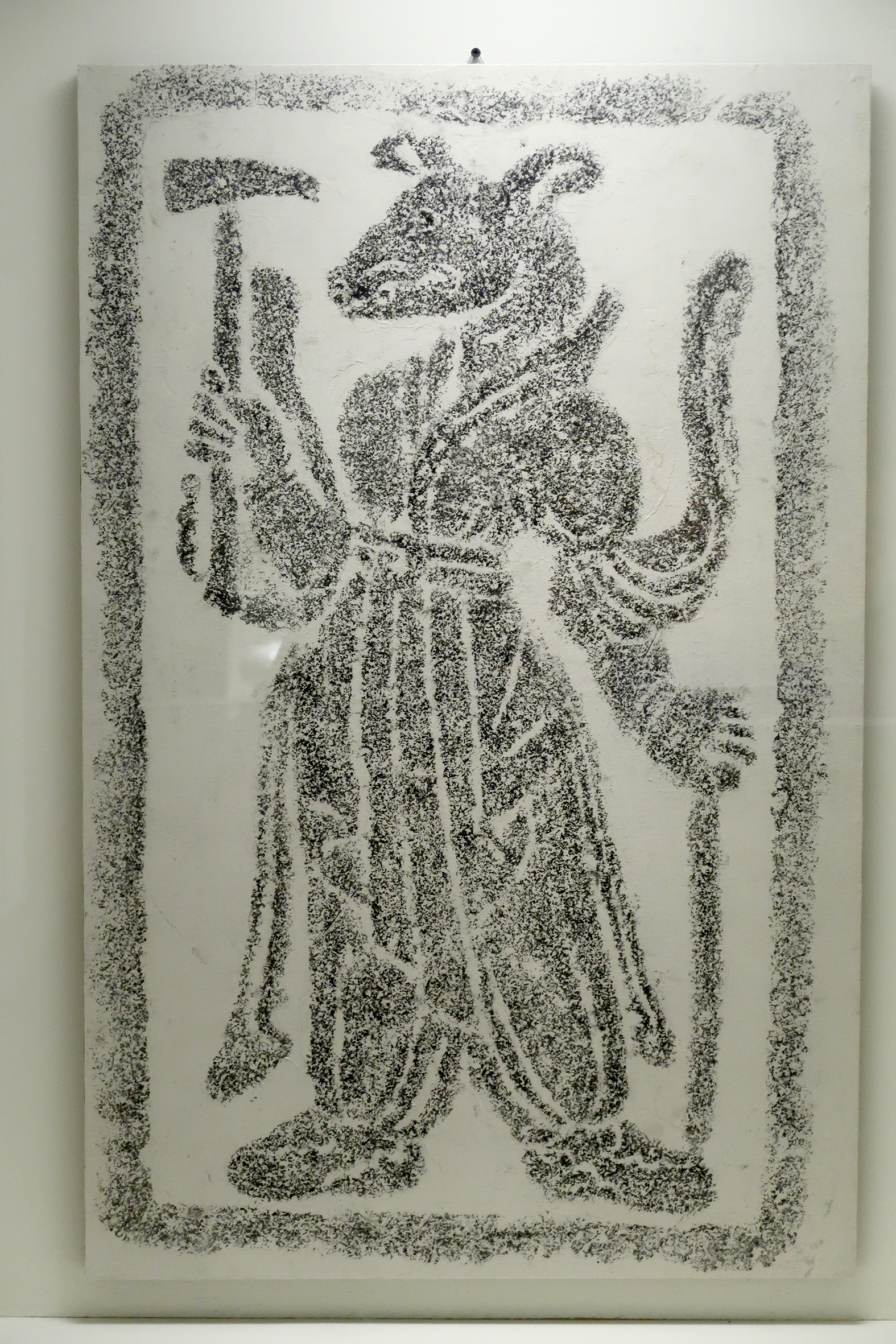
Zodiaque : « Le Chien »[26]. Estampage du relief, H. env. 90 cm. Tombe datée 674. Musée de l'université féminine Ewha
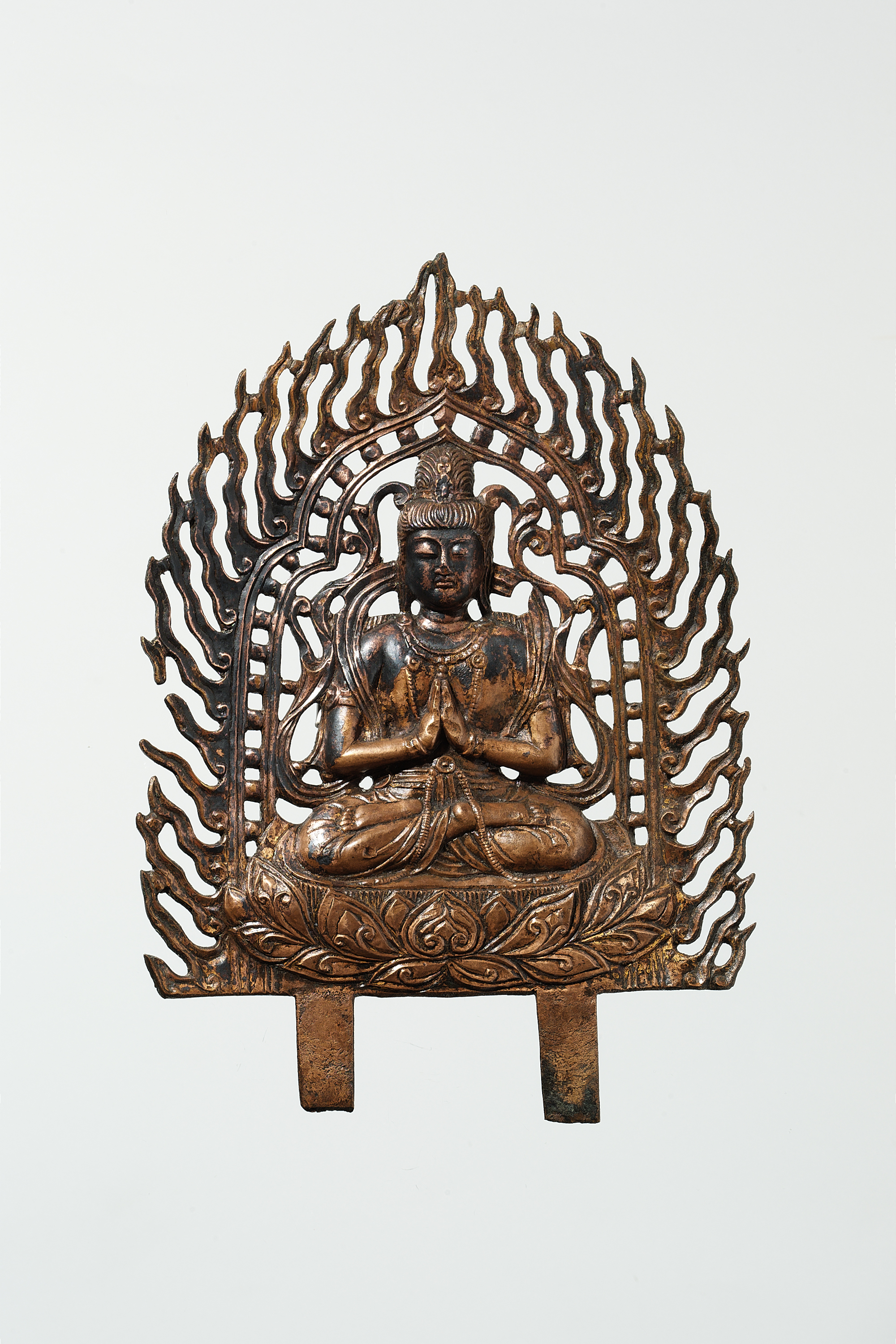
Bodhisattva aux mains jointes. Plaque bordée de flammes ajourées. Bronze doré, H. 24 cm, v. 680
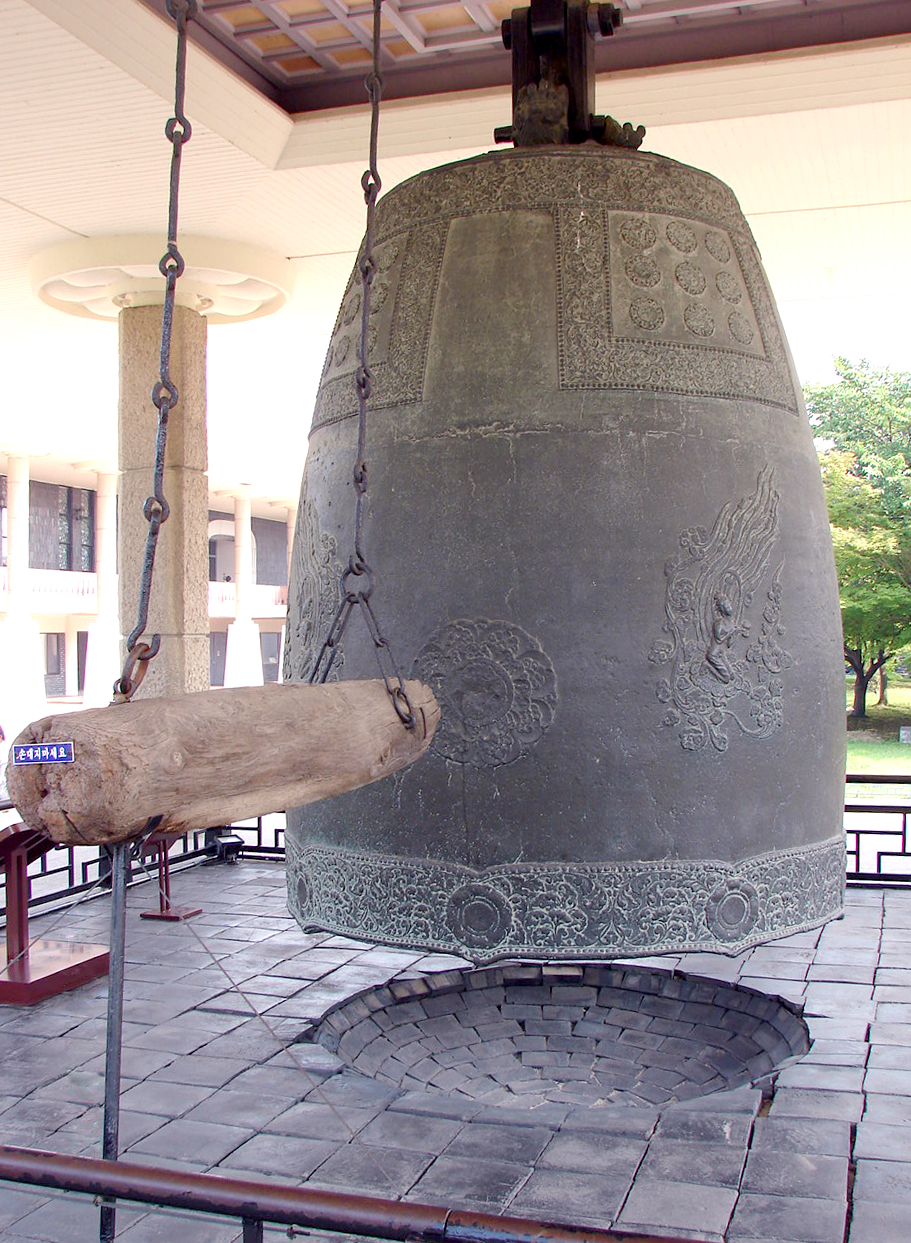
Cloche du roi Seongdeok de Silla. 19 tonnes. Fondue en 771. Musée national de Gyeongju.
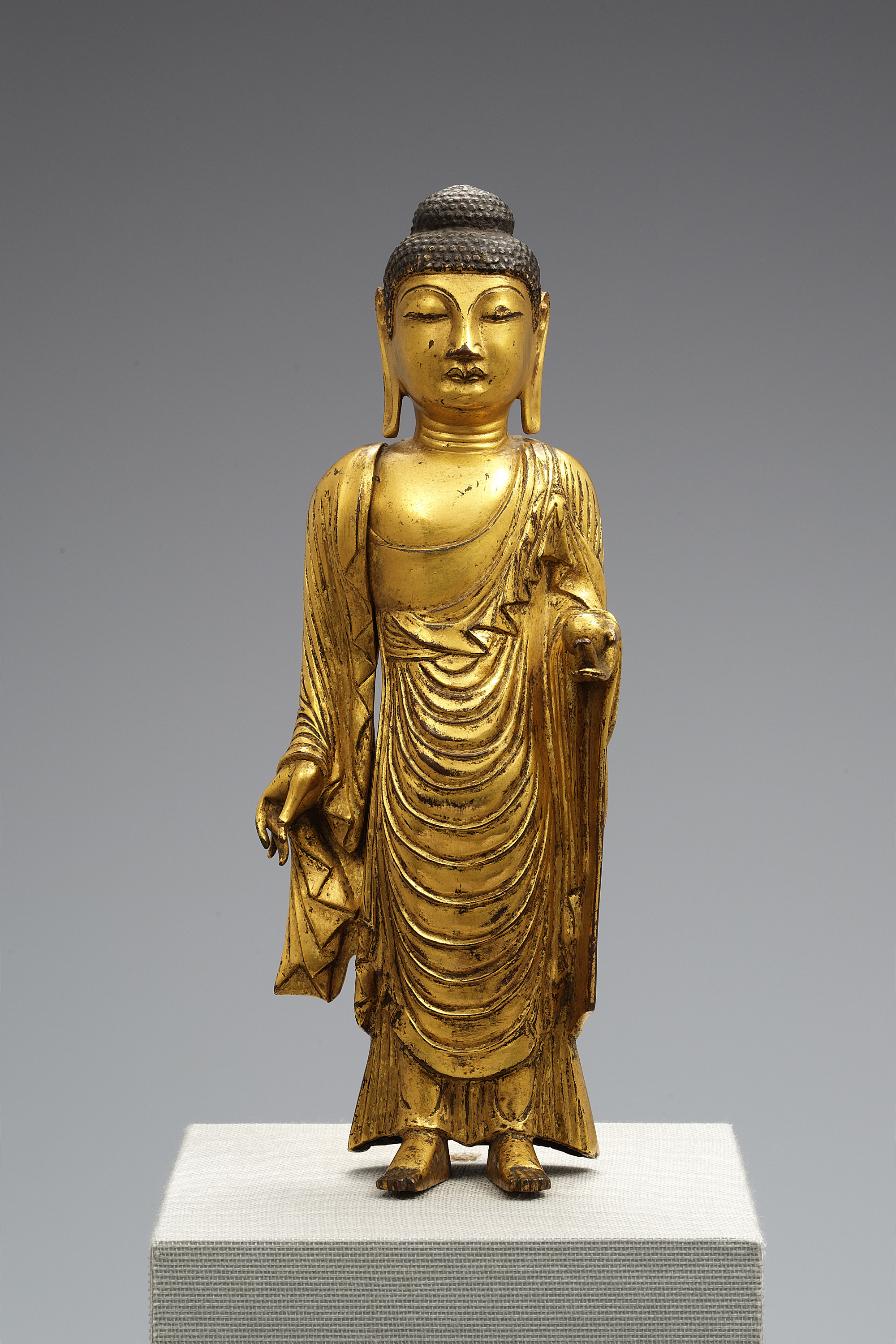
Bhaishajyaguru, ou « Bouddha de médecine ». Bronze doré, H. 29,2 cm. Début VIIIe. Musée national de Corée
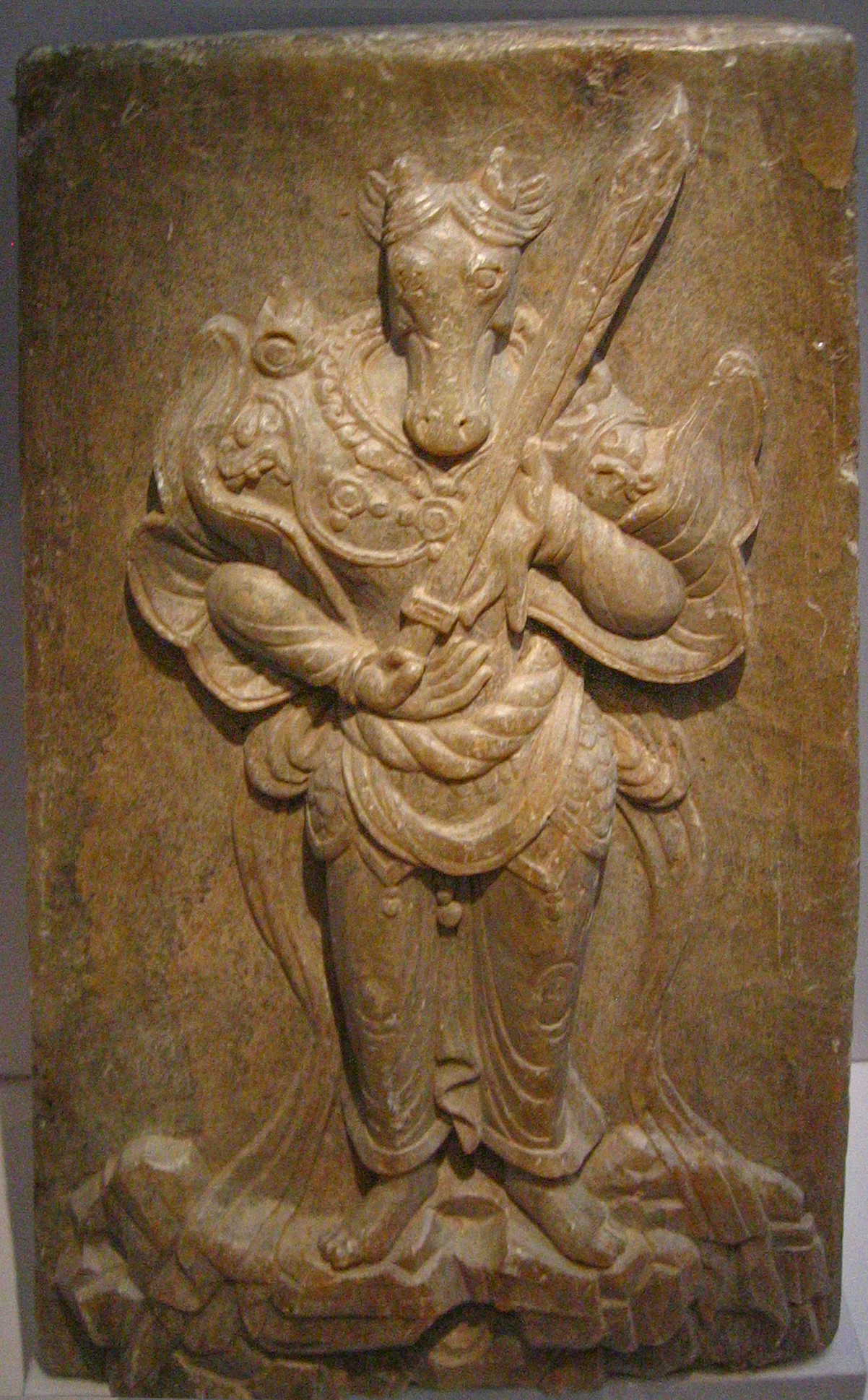
Figure du zodiaque : « Le Cheval ». Talc, H. 38,2 cm. Musée national de Corée VIIIe siècle

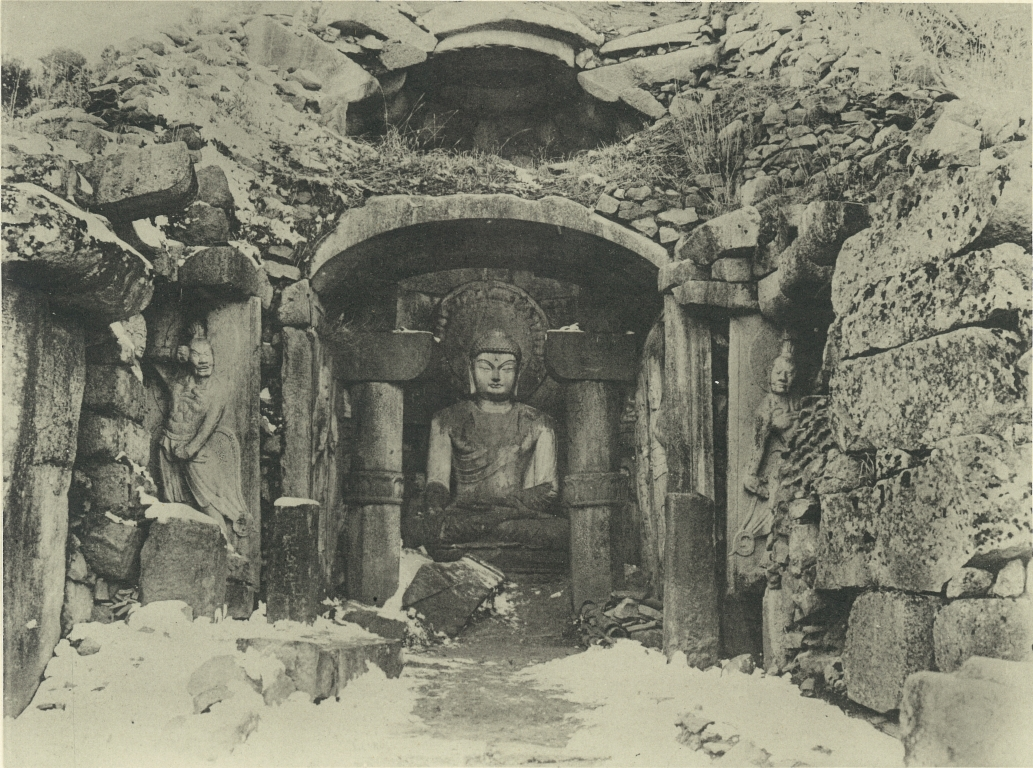
Seokguram avant 1938. Les gardiens de l'entrée, à d. et g, v. 751
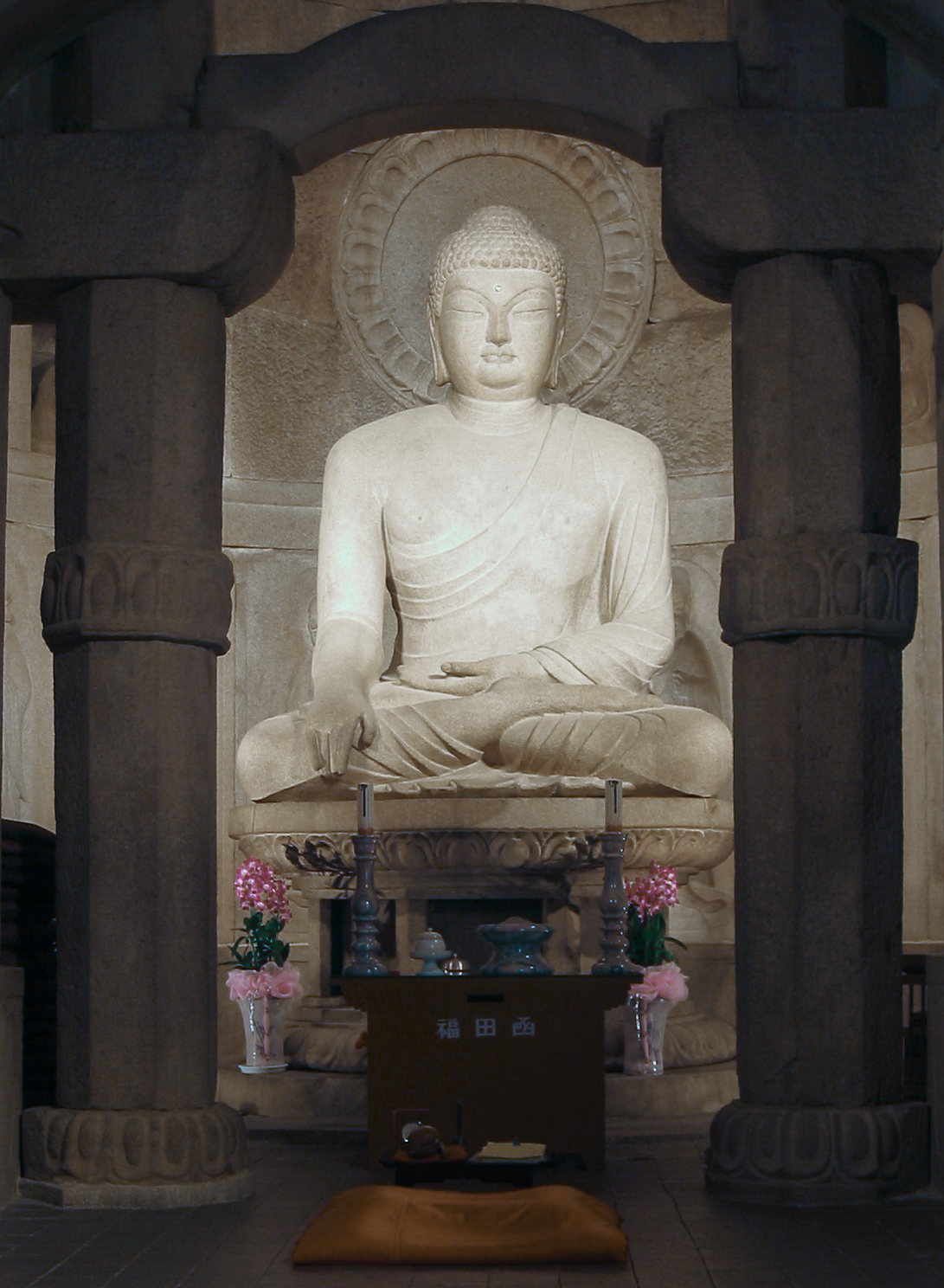
Buddha. Sanctuaire rupestre de Seokguram depuis le vestibule. v. 751. Granit, H. 3,60 m
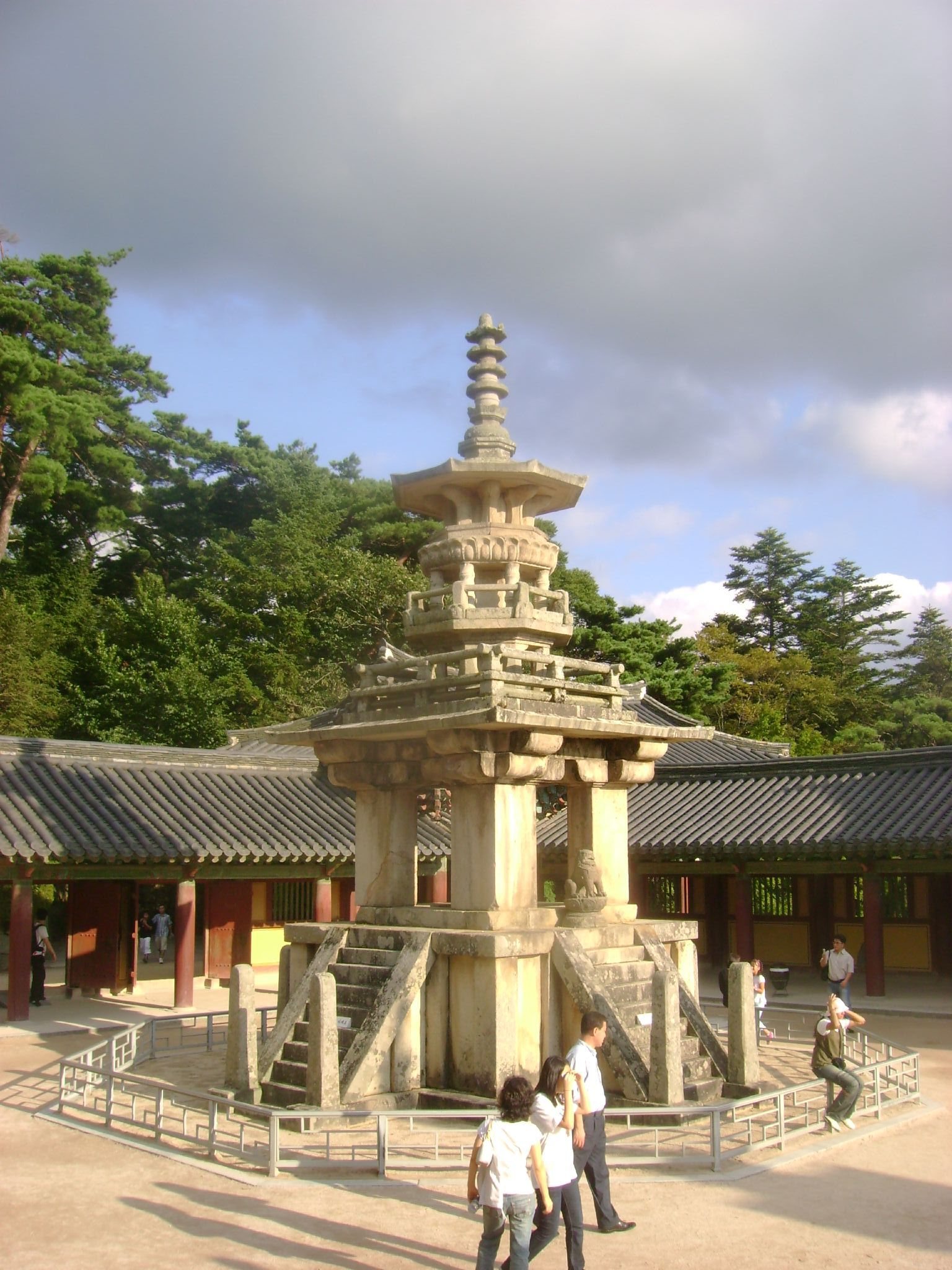
Pagode Dabotap du Bulguksa H. 10,4 m Fin VIIIe siècle
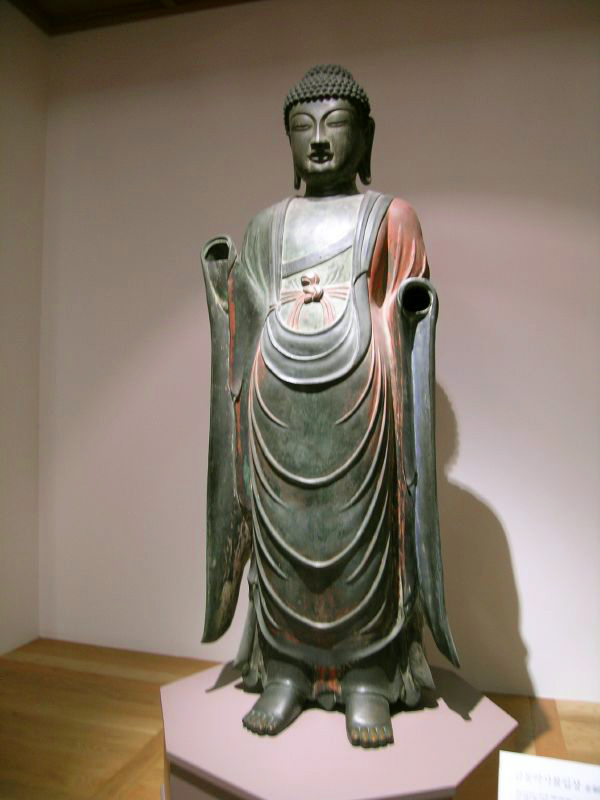
Bouddha Bhaisajyaguru. Bronze doré et pigments, H. 179 cm. Musée national de Gyeongju[30] Fin VIIIe siècle
Bouddha assis. Fonte, H. 150 cm. Musée national de Corée VIIIe – IXe siècle[31]
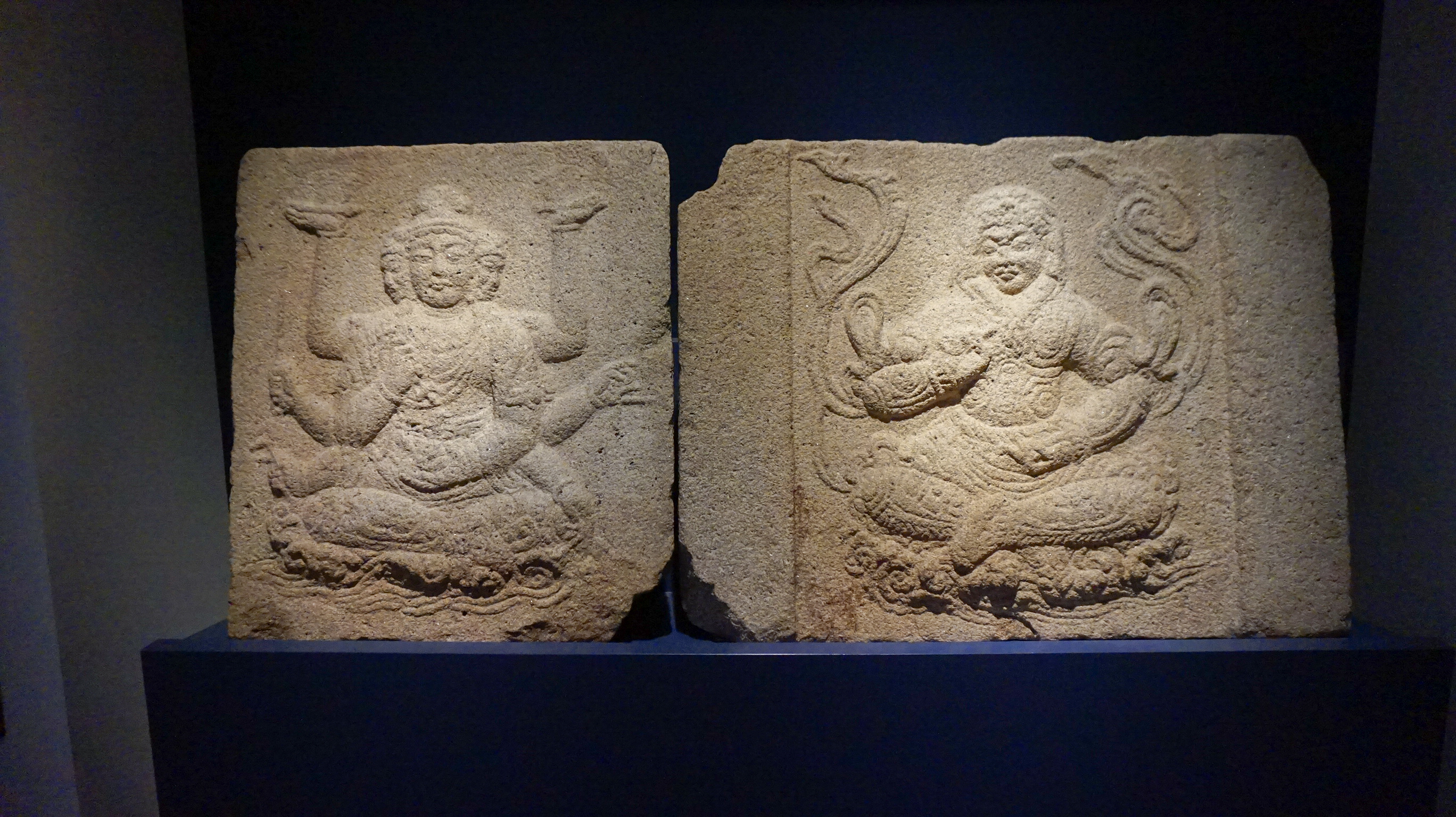
Asura à g. - Gandharva à d., pagode, Dameomsa, Gyeongju. Granit, 95 cm. M. nat. de Corée. IXe s

### Société et culture
La société de Silla est fortement hiérarchisée, et les différentes classes sociales de plus en plus hermétiques. Le système des os sacrés ou système Kolp'um, fondé sur une hérédité du rang par le sang déterminait le rang de chacun dans la société et les fonctions auxquelles il pouvait prétendre. Cette structure sociale est basée sur les liens du sang : le rang supérieur, celui de « l'os sacré » étant celui de la famille royale, le rang de « l'os véritable » celui des hauts dignitaires : les anciennes familles royales, vaincues par Silla, les branches cadettes de la famille royale, etc. Ce système produit une ségrégation héréditaire rigide qui sera responsable de l'affaiblissement de Silla. Il est décrit dans le samguk sagi, en particulier dans ses Monographies (ji 志), livre 2 (rangs et offices). Le rang s'applique à de multiples conventions qui vont du degré de responsabilité qui peut être donné à tel noble, à la couleur de ses vêtements ou au nombre de bâtiments de sa demeure. La plupart des nobles de Koguryo et de Baekje ont accepté ce système des os (en) ou sont entrés dans l'administration. En fonction de ce classement héréditaire ils sont répartis dans les rangs inférieurs, entre les rangs 6, le plus élevé, et les rangs 5 et 4 (seuls documentés). L'origine et les critères de ce classement sont encore obscurs. Les déçus du système peuvent se rabattre sur des études confucéennes et entrer dans l'administration, ou devenir moine. Le Bouddhisme s'étant rapidement développé, on peut espérer une charge importante. Cinq grandes écoles du Bouddhisme mahāyāna se répandent dans le royaume. Parmi elles, on voit apparaitre, souvent dans des lieux isolés, dans les montagnes, l'école de méditation Seon (ou Sŏn) (correspondant au Chan, chinois et au Zen, japonais).
Les fonctionnaires sont formés dans une institution d'État, le Gukhak. Les caractères chinois commencent à être utilisés pour écrire le coréen. Une nouvelle forme littéraire apparaît : les Hyangga, des poèmes sacrés incantatoires.
Des institutions encadrent la formation de la jeunesse appartenant à l'élite, l'une d'entre elles, les Hwarang, assure une formation militaire et musicale. Mais la documentation fiable sur cette institution fait défaut.

### Voisin de Silla Unifié: Le Balhae
Au nord de la péninsule, sur la frontière nord de Silla Unifié, un général du royaume de Koguryo, Dae Jo-yeong, chasse les Chinois Tang de Mandchourie et crée le royaume de Balhae (Parhae) en 698, approximativement sur la région en partie occupée autrefois par les tribus Puyŏ. Ce royaume est peuplé de Coréens de Koguryŏ et de Malgales. Il repousse une offensive Silla-Tang en 733. Mais il est abattu par les Khitan en 926. Dans leur poussée, les Khitan envahissent Silla et sèment la terreur.
Ce royaume possédait cinq capitales régionales, et s'étendait de l'Amour à la Mandchourie. Il eut des relations diplomatiques avec le Japon et Byzance.

### La fin de la dynastie de Silla
Le titre royal perd peu à peu de son importance, avec l'incapacité de ses titulaires à s'imposer face aux aristocrates qui se dressent contre lui. Le royaume de Baekje postérieur est fondé en 900 ; en 901, c'est au tour du Koguryo postérieur. La période d'instabilité, voire d'anarchie, qui va de 892, selon les uns, ou de 918, selon les autres, à 936 avec l'émergence de la dynastie de Goryeo (Koryŏ), est nommée période des Trois Royaumes postérieure.
Finalement, la dynastie de Silla abandonne le pouvoir en 935 à Taejo Wang Geon ou Wang Kon. Ce général, également riche marchand, avait fondé une nouvelle dynastie pour le nouvel État de Goryeo en 918.

## Référence moderne
Depuis la partition de la Corée, en 1945, les Coréens utilisent de plus en plus le terme période de Silla Unifié, même si le nord de la péninsule n'était pas sous le contrôle de Silla. C'est probablement par nostalgie pour une époque prospère où leur nation vivait en un seul État que cette terminologie a un tel succès.

## Culture sur toute la période
La capitale du royaume était Gyeongju (hanja : 慶州, McCune-Reischauer : Kyŏngju). Un grand nombre de vestiges de l'époque Silla, et notamment des tombes sous forme de grands tumulus couverts d'une pelouse bien entretenue, continuent d'être mises au jour dans le centre de la ville. Les tombes sont constituées d'une petite chambre de bois, enveloppée de gros galets, lesquels sont contenus dans un réseau de solides poteaux – placés verticalement sur une trame orthogonale – assujettis les uns aux autres. Au pourtour de cette structure de poteaux verticaux ceux-ci sont placés obliquement. Le tout est surmonté de ces tertres, aujourd'hui engazonnés. Pour ces nombreuses raisons le quartier historique de Gyeongju a été placé sur la liste du patrimoine mondial de l'humanité en 2000.
Comparés aux autres ensembles funéraires colossaux dans le monde, ce qui caractérise les cimetières royaux, tant à Koguryo qu'à Baekje, c'est la remarquable modestie des dépôts funéraires, la retenue dont ont fait preuve les parents à l'égard de leurs aïeux défunts. Conformément aux croyances en la réincarnation et aux codes du bouddhisme, adopté dans le dernier quart du IVe siècle, les corps étaient ensevelis avec le minimum nécessaire à la cérémonie. Dans Silla de la période Maripgan le mort était censé continuer sa vie dans l'Au-delà, tout ce qui était nécessaire à son quotidien était enseveli avec lui, serviteurs compris. Les trésors découverts dans ces tombes font aujourd'hui la célébrité des musées coréens, en particulier grâce aux mines d'or qui ont fait la richesse du royaume.
L'importance du bouddhisme se retrouve dans les nombreuses sculptures laissées par les moines bouddhistes, notamment au mont Namsan , dont les nombreux témoins de l'époque Silla datent entre les VIIe et Xe siècles. Ces statues et bas-reliefs sur rocher sont souvent restés dans leur montagne, ce qui explique qu'ils aient été préservés depuis cette époque. Ils sont aujourd'hui très accessibles ; l'ensemble disséminé autour et sur le mont Namsan se trouve dans le grand parc national de Gyeongju, au sud de la ville.
La cloche de bronze de Seongdeok le Grand (r. 702–737) attire toujours de nombreux touristes au Musée national de Gyeongju. Elle pèse quasiment 19 tonnes et le son de son timbre s'entendrait à 65 km, dans les conditions atmosphériques optimales. Une légende terrible est attachée au son particulier qu'elle produit. Cette légende raconte qu'après de nombreux essais infructueux et suivant le songe d'un moine, il aura fallu fondre dans le bronze une enfant, conduite par ce moine, afin que la cloche puisse émettre le son très particulier qu'elle émet depuis lors.